# Монро (окръг, Охайо)
Вижте пояснителната страница за други значения на Монро.
Окръг Монро (на английски: Monroe County) е окръг в щата Охайо, Съединени американски щати. Площта му е 1184 km², а населението - 15 180 души (2000). Административен център е село Удфийлд.